# Oleksándrivka (Lugansk)
Oleksándrivka o Alexándrovka (en ucraniano: Олекса́ндрівка, en ruso: Александровка) es una localidad del Raión de Stanytsya Luhanska en el óblast de Lugansk, Ucrania.
- Datos: Q4061326